# Grisfest
En grisfest är en fest där man äter helstekt gris. Grisfesterna var som populärast på 1970-talet i samband med att charterresor till bland annat Kanarieöarna blev populära.
Den första grisfesten ägde rum i januari 1961 i Santa Brígida, sju mil söder om Las Palmas. Hotellrummen räckte inte till och gästerna klagade på maten. Därför fick krögaren Antonio Del Monte, som hade en liten bodega i samma by, uppgiften att laga mat åt gästerna. Meningen var att han skulle servera grillspett, men krögaren glömde fullständigt bort vad han tagit på sig så dåvarande platschefen Rolf Friberg fick kompensera gästerna med mycket vin och levande musik. Antonio Del Monte hann aldrig stycka grisen och ryktet om grisfesten spred sig. 2006 upphörde grisfesterna på Gran Canaria. 770 000 svenskar har deltagit i grisfesterna på Kanarieöarna enligt resebyrån Ving och tidningen Dagens Industri.
I filmen Sällskapsresan skildrar Lasse Åberg en charterresa till Kanarieöarna med de för charterresan typiska inslagen, bland annat grisfesten, finns med. I romanen Grisfesten av Leif GW Persson spelar just en grisfest (i det fallet på Mallorca) en roll i handlingen.